# دان مونرو راسيل جونيور
دان مونرو راسيل جونيور (بالإنجليزية: Dan Monroe Russell, Jr.)‏ هو قاضي وضابط ومحامي أمريكي، ولد في 15 مارس 1913 في ماغي في الولايات المتحدة، وتوفي في 16 أبريل 2011.